# Microsoft Expression Encoder
Microsoft Expression Encoder (ehemals Expression Media Encoder) aus dem Softwarepaket Microsoft Expression Studio ist ein 32bit Programm für Windows zur Codierung von Audio- und Videomedien in die Videocodecs H.264 und VC-1, welche auch als Microsoft IIS-Smooth Streaming-Dateien für das Online- und Live-Streaming mit Microsoft Silverlight-Client ausgegeben werden können. Die Steuerung des Microsoft Expression Encoders ist auch über die Windows-Kommandozeile möglich. Über das mitgelieferte Zusatzprogramm Microsoft Expression Encoder Screen Capture können Bildschirmaufnahmen erstellt werden.

## Importierte Dateiformate
| Videodateiformate                                   | Bilddateiformate | Audiodateiformate |
| --------------------------------------------------- | ---------------- | ----------------- |
| .3g2                                                | Animiertes GIF   | .ac3              |
| .3gp                                                | .bmp             | .aiff             |
| .asf                                                | .gif             | .m4A              |
| .avi                                                | .jpeg            | .m4B              |
| .avs                                                | .jpg             | .bwf              |
| .dv                                                 | .png             | .mp3              |
| .dvr-ms                                             | .tif             | .mp4              |
| .ismv (Adaptives Streaming-Dateiformat)             | .xaml            | .wav              |
| .m2v                                                |                  | .wma              |
| .m4v                                                |                  |                   |
| .mod                                                |                  |                   |
| .mov                                                |                  |                   |
| .mp4                                                |                  |                   |
| .mpeg2                                              |                  |                   |
| .mpg                                                |                  |                   |
| .mts/.m2ts (AVCHD)                                  |                  |                   |
| .ts                                                 |                  |                   |
| .vob                                                |                  |                   |
| .wmv                                                |                  |                   |
| .wtv (Windows Television)                           |                  |                   |
| .xesc (Expression Encoder Bildschirmaufnahmeformat) |                  |                   |

## Exportierte Audio- und Videoformate
| Videocodec      | Codectypen                                   | Video-Datenrate  | Video-Auflösung                 | Audiocodec                                   | Audio-Datenrate   | Audiokanäle und Auflösung       | Format |
| --------------- | -------------------------------------------- | ---------------- | ------------------------------- | -------------------------------------------- | ----------------- | ------------------------------- | ------ |
| H.264 (Stufe 5) | H.264 – High, H.264 – Main, H.264 – Baseline | bis 300 Mbit/sec | max. 2048 × 1088 px             | HE-AAC und AAC-LC                            | bis 1024 kbit/sec | bis 7.1 Surround Sound / 96 kHz | mp4    |
| VC-1            | VC-1 Advanced, VC-1 Main, VC-1 Simple        | bis 135 Mbit/sec | max. 4096 × 4096 px, 4K möglich | Windows Media und Windows Media Professional | bis 768 kbit/sec  | bis 7.1 Surround Sound / 96 kHz | wmv    |

Obige Codecs werden auch als .ismv Dateien für adaptives Microsoft IIS-Smooth Streaming von einem Microsoft Windows Server Betriebssystem ausgegeben.

## Geschichte
Die Version 1.0 wurde am 6. September 2007 veröffentlicht und war das Pendant zum veralteten Windows Media Encoder. Eine Beta-Version von Expression Encoder 2.0 wurde im März 2008 herausgebracht, welche einen neuen VC-1 Codec und eine verbesserte Silverlight-Unterstützung beinhaltete. Um Expression Encoder 2 für Silverlight-2-Anwendungen verfügbar zu machen, wurde ein erstes Service Pack mit Unterstützung für H.264/AAC-Videos veröffentlicht. Mit dem Software Development Kit für Expression Encoder 2 wurden unter anderem IntelliSense für Expression Encoder 2, eine SDK-Dokumentation inklusive API-Referenz sowie Codebeispiele zur Verfügung gestellt. Im zweiten Halbjahr 2009 war Expression Encoder 3 als Bestandteil von Expression Studio 3 auf Deutsch verfügbar.
Die kostenlose Version des Expression Encoder 4 wurde am 19. Juli 2010 bei Microsoft als Download veröffentlicht, welche jedoch keine H.264-Codierung unterstützt. Mit Expression Encoder 4 Pro wurden Live IIS Smooth Streaming und ab Servicepack 1 der HE-AAC Audio Codec implementiert und die Rechenleistung zur Codierung auch auf den Grafikprozessor verteilt. Mit Service Pack 2 für Expression Encoder 4 wurde die Codierung in das veraltete SRS-Audio Format für Silverlight sowie die Verarbeitung von 5.1 und 7.1 Surround Sound Audiodateien möglich. Expression Encoder 4 Pro wird seit Ende 2014 von Microsoft nicht mehr vertrieben. Die kostenlose Version wird ebenfalls nicht mehr zum Download angeboten und nicht mehr weiterentwickelt.